# Gonnoi
Gonnoi  este un oraș în Grecia în prefectura Larissa.